# Necromortierella dichotoma
Necromortierella dichotoma – gatunek grzybów należący do typu Mucoromycota.

## Systematyka
Pozycja w klasyfikacji według Index Fungorum:  Necromortierella, Mortierellaceae, Mortierellales, Incertae sedis, Mortierellomycetes, Mortierellomycotina, Mucoromycota, Fungi.
Po raz pierwszy opisali go w 1977 r. Germaine Linnemann i Helmut Gams, nadając mu nazwę Mortierella dichotoma. W wyniku badań naukowych ustalono, że rodzaj Mortierella był polifiletyczny i w 2020 r. Vandepol i Gregory Bonito przenieśli ten gatunek do nowo utworzonego rodzaju Necromortierella. Jest to takson monotypowy.

## Charakterystyka
Grzyb mikroskopijny. W Polsce jego stanowisko podał S. Kowalski w 1980 r. w glebie (jako Mortierella dichotoma).